# Euceromasia spinosa
Euceromasia spinosa är en tvåvingeart som beskrevs av Townsend 1912. Euceromasia spinosa ingår i släktet Euceromasia och familjen parasitflugor. Inga underarter finns listade i Catalogue of Life.